# Arnaldo Clausi Schettini
Arnaldo Clausi Schettini (Rogliano, 6 marzo 1905 – Cosenza, 22 dicembre 1963) è stato un medico e politico italiano.

## Biografia
Nacque nel 1905 da Vittorio, medico condotto di Rogliano e consigliere provinciale, e di Filomena Pellegrini, di facoltosa famiglia originaria di Amantea, imparentata con il repubblicano Roberto Mirabelli; il nonno Francesco Clausi era stato sindaco di Rogliano durante il Risorgimento e un suo avo, Pietro, era stato rettore del Real Collegio di Cosenza.
Il 12 luglio 1929 conseguì la laurea in medicina all'Università degli Studi di Roma e ottenne a Siena l'anno successivo l'abilitazione alla professione. Rientrato a Rogliano, aderì al fascismo insieme al fratello maggiore Oscar, che fu segretario federale del PNF del comune cosentino. Il 26 aprile 1930 sposò Anna Maria Concetta Mauro di Marzi.
Impegnato politicamente, fu commissario prefettizio di Rogliano per pochi mesi nel 1935 e poi podestà di quel comune dal novembre 1935 al gennaio 1940. Ottenuta l'abilitazione di chirurgo il 12 luglio 1935 presso l'Università di Napoli, fu direttore dell'ospedale civile di Corigliano Calabro dal 1940 al 1950. Terminata la guerra, si stabilì definitivamente a Cosenza, dove inaugurò e diresse la clinica privata Villa Anna, così denominata in onore della moglie.
Aderì alla Democrazia Cristiana e venne eletto sindaco di Cosenza il 29 giugno 1952, rimanendo in carica fino al gennaio 1963 alla guida di quattro giunte monocolore DC o di centro-destra, grazie ad alleanze con il Partito Liberale Italiano e il Movimento Sociale Italiano.

## Pubblicazioni (selezione)
Nella sua lunga carriera di medico fu autore di numerose pubblicazioni scientifiche.
- Cisti da echinococco a localizzazione rara, V. Serafino, Cosenza, 1933.
- Su due casi di cisti dell'uraco fistolizzate e contenenti speciali calcoli, V. Serafino, Cosenza, 1934.
- Perforazione di ulcera tubercolare dell'intestino tenue con peritonite secondaria diffusa, V. Serafino, Cosenza, 1935.
- Miofibroma pseudocistico emorragico dell'utero a considerevole sviluppo, V. Serafino, Cosenza, 1935.
- Rendiconto statistico operativo desunto dai registri della Sala operatoria, dal 1º gennaio 1935 al 20 luglio 1937 (Ospedale civile di Cosenza), V. Serafino, Cosenza, 1937.
- Rendiconto statistico operativo dell'ospedale civile "Guido Compagna" di Corigliano Calabro: aprile 1937 – 31 dicembre 1944, Arti Grafiche Spezzano, Corigliano Calabro, 1945.
- Presentazione in Comitato provinciale per il proseguimento meridionale dell’Autostrada del sole (a cura di), Tronco meridionale dell'Autostrada del sole da Salerno a Reggio Calabria: la scelta del tracciato da vallo di Diano alla foce del Savuto, Eredi Serafino, Cosenza, 1960.
- Saluto ai giovani rotariani del dott. Arnaldo Clausi Schettini, sindaco di Cosenza, SCAT, Cosenza (senza data).